# Clementine (software)
Clementine is een vrije muziekspeler geïnspireerd op Amarok 1.4. De muziekspeler is beschikbaar voor Windows, Mac OS X, Linux en Unix.

## Functies
Clementine heeft veel ingebouwde functies. Zo kunnen audio-cd's afgespeeld worden en kan de muziekbibliotheek doorzocht worden. Internetradio kan beluisterd worden via diverse diensten, waaronder Spotify, Grooveshark, Jamendo, Last.fm, Magnatune, SKY.fm, SomaFM, Icecast, Digitally Imported, Soundcloud en Google Drive en OneDrive.